# Halsbandsbarbett
Halsbandsbarbett (Psilopogon auricularis) är en fågel i familjen asiatiska barbetter inom ordningen hackspettartade fåglar.

## Utseende och läte
Halsbandsbarbetten är en 22,5 cm lång knubbig grön barbett, ofta med blå eller till och med violett anstrykning, framför allt på vingarna. Den har vidare rött på panna och nacke, medan hjässan och strupen är båda gyllengula. Jämfört med något större guldstrupig barbett har den mindre rött i nacken, lila anstrykning på örontäckarna, guldgult på hela strupen och, som namnet avslöjar, ett tunt svart halsband från bakre delen av ögonbrynsstrecket runt ansiktet. Vidare är buken mindre gul och ett smalt vitt gulvitt band syns tvärs över hjässans mitt. Lätet är dåligt känd och verkar vara svårt att skilja från guldstrupig barbett, ett ihåligt "ko-wooo" som upprepas regelbundet.

## Utbredning och systematik
Fågeln förekommer enbart i sydöstra Laos och södra Vietnam. Tidigare betraktades den som underart till guldstrupig barbett och vissa gör det fortfarande, men urskiljs numera som egen art baserat på skillnader i utseende och genetik. Den behandlas som monotypisk, det vill säga att den inte delas in i några underarter.

### Släktestillhörighet
Arten placerades tidigare liksom de allra flesta asiatiska barbetter i släktet Megalaima, men DNA-studier visar att eldtofsbarbetten (Psilopogon pyrolophus) är en del av Megalaima. Eftersom Psilopogon har prioritet före Megalaima, det vill säga namngavs före, inkluderas numera det senare släktet i det förra.

## Levnadssätt
Halsbandsbarbetten hittas i bergsskogar, både städsegröna och fuktiga lövfällande, ofta vid branta raviner och brutna sluttningar. Inget är känt om dess häckningsbeteende, ej heller om födan annat än att en individ noterats ha en cikada i näbben.

## Status
Arten har ett rätt begränsat utbredningsområde men beståndet anses stabilt. Internationella naturvårdsunionen IUCN listar den som livskraftig (LC).